# Диссоциативная фуга
Диссоциати́вная фуга (от лат. fuga — «бегство») — редкое диссоциативное психическое расстройство, характеризующееся внезапным, но целенаправленным переездом в незнакомое место, после чего человек полностью забывает всю информацию о себе, вплоть до имени. Память на универсальную информацию (литература, науки и т. д.) сохраняется. Сохраняется и способность запоминать новое.

## Описание
Личность в состоянии фуги присваивает себе новую идентичность (полностью или частично), может наблюдаться смена характера, манер, привычек и поведения на совершенно иное. Они могут найти другую работу (обычно никак не связанную с прежней) и вести внешне нормальную жизнь.
Причиной диссоциативной фуги является психическая травма или невыносимая ситуация, в которую попал индивидуум. Фуга носит защитный характер, поскольку даёт возможность полностью отстраниться от своих проблем.
Диссоциативная фуга длится от нескольких часов до нескольких месяцев, иногда годы. Потом индивид с удивлением обнаруживает себя находящимся в незнакомом для себя месте, не зная, как и почему он туда попал, вспоминает свою биографию (обычно внезапно), но при этом может забыть всё, что происходило во время фуги. Выход из фуги часто сопровождается резкими отрицательными эмоциями: больной снова возвращается в неприятную ему ситуацию.
Фуга является одним из диссоциативных расстройств — расстройств, при которых память теряется избирательно (обычно из-за психической травмы).

## Терапия
Часто под гипнозом пациент вспоминает какие-то детали своей прошлой жизни, помогающие установить его личность. Кроме того, после восстановления памяти психиатр может помочь больному справиться с проблемами, приведшими к диссоциативной фуге, или изменить отношение к ним.

## Случаи из истории
Известный случай фуги описан Уильямом Джеймсом в 1890 году:
17 января 1887 года священник Ансел Бурн (Reverend Ansel Bourne, b. 1826) из Грина, штат Род-Айленд (Rhode Island), снял со своего счёта в банке в Провиденсе $551, которые он должен был уплатить за участок земли в Грине, оплатил несколько счетов и сел в конный экипаж, направлявшийся в Потакет. Это было последнее событие, которое он помнит. В этот день он не вернулся домой, и о нём ничего не было слышно в течение двух месяцев. В газетах поместили объявление о его розыске, но полиции, подозревавшей, что совершено какое-то преступление, не удалось определить его местонахождение. Однако утром 14 марта в Норристауне, штат Пенсильвания, человек, называвший себя А. Дж. Брауном (A. J. Brown), который шестью неделями раньше взял в аренду небольшой магазин, заполнил его канцелярскими принадлежностями, кондитерскими изделиями, фруктами, мелкими товарами и вёл всё это время скромную торговлю, не давая повод окружающим заметить что-то необычное, проснулся в испуге, позвал соседей по дому и попросил их сказать ему, где он находится. Он сообщил, что его зовут Ансел Бурн, что ему ничего неизвестно о Норристауне, что он ничего не понимает в торговле и последнее, что он помнит, — ему казалось, это было только вчера, — это то, как он брал деньги в банке в Провиденсе… Он был очень слаб, по-видимому, потеряв в весе более 20 фунтов за время своей эскапады, и пришёл в такой ужас от мысли о кондитерском магазине, что отказался там больше появляться (James, 1890, р. 391—393).
С помощью гипноза Джеймс восстановил личность Брауна, который рассказал всё случившееся в тот период, но ничего не знал о Бурне. Джеймс и был первым, кто описал это состояние и назвал его «фуга».
Возможным больным фугой мог быть главный участник по скандальному делу Брунери — Канеллы. Несмотря на предоставленные криминалистические и медицинские доказательства, личность мужчины остаётся загадкой.